# L'Apollonide : Souvenirs de la maison close
L'Apollonide : Souvenirs de la maison close is een Franse film van Bertrand Bonello die werd uitgebracht in 2011. 

## Verhaal
1900, een bordeel in Parijs.  Marie-France, een madam met twee kinderen ten laste, regeert met vaste hand over de meisjes van haar luxe bordeel. Elke avond komen de vaste klanten er hun favoriete prostituee opzoeken. De rijkelijk uitgedoste meisjes hebben voor zich sprekende bijnamen zoals 'Belle cuisse', 'la Poupée', 'l'Algérienne', 'Caca' of 'la Juive'... 
Op een avond wordt de mond van Madeleine 'la Juive' aan beide uiteinden met een mes opengereten door een seksueel geobsedeerde klant. Madeleine houdt er een breed litteken aan over dat doet denken aan een tragische lach en dat haar de nieuwe bijnaam van 'la Femme qui rit' bezorgt. Ze mag in het bordeel blijven als ze huishoudelijke taken op zich neemt. 
De lotgevallen van de prostituees vormen de kern van het verhaal. Zo engageert Marie-France een erg jong meisje dat per se als prostituee wil werken. Een ander meisje, 'Caca', wordt op een dag getroffen door syfilis en overlijdt een tijdje later. En Marie-France heeft het niet onder de markt om financieel het hoofd boven water te houden wanneer de huiseigenaar meer huur oplegt. Een zeldzaam dagje uit met picknick en een feestelijke gemaskerde avond moeten de routine doorbreken. 
Een vrouwelijk groepsportret ontrolt zich. De prostituees leven als zussen met elkaar, delen lief en leed en vertellen elkaar hun verzuchtingen. Allen dromen ze ervan met een goede rijke man te huwen (zoals 'la Juive' voor haar verminking hardop deed), over voldoende geld te beschikken en boven alles vrij te zijn.

## Rolverdeling
| Acteur                   | Personage                                |
| ------------------------ | ---------------------------------------- |
| Noémie Lvovsky           | Marie-France, de madam van het bordeel   |
| Céline Sallette          | Clotilde 'Belle cuisse'                  |
| Alice Barnole            | Madeleine 'la Juive', 'la Femme qui rit' |
| Jasmine Trinca           | Julie 'Caca'                             |
| Hafsia Herzi             | Samira 'l'Algérienne'                    |
| Adèle Haenel             | Léa 'la Poupée'                          |
| Iliana Zabeth            | Pauline 'la Petite'                      |
| Louis-Do de Lencquesaing | Michaud, een klant                       |
| Xavier Beauvois          | Jacques, een klant                       |